# Metopochetus lugens
Metopochetus lugens är en tvåvingeart som beskrevs av Mcalpine 1998. Metopochetus lugens ingår i släktet Metopochetus och familjen skridflugor. Inga underarter finns listade i Catalogue of Life.